# Dominique Baettig
Dominique Baettig, né le 22 septembre 1953 à Delémont (originaire de Rickenbach), est une personnalité politique suisse, membre de l'Union démocratique du centre (UDC). Psychiatre de profession, il est élu au Conseil national comme représentant du canton du Jura en 2007. Il n'est pas réélu lors des élections fédérales de 2011.

## Biographie
Originaire de Rickenbach, dans le canton de Lucerne, Dominique Baettig naît le 22 septembre 1953 à Delémont, dans le canton du Jura. Il est le fils d'Antoine Baettig, médecin à Bévilard, et de Beatrix Baettig née Carnat.
Il effectue des études de médecine aux universités de Fribourg et de Lausanne. Il obtient son diplôme de médecine en 1979 et devient spécialiste FMH en psychiatrie en 1984.
Il a le grade de caporal à l'armée.
Il est marié à Dagmar Schellenberg, infirmière, avec laquelle il a quatre enfants.

### Carrière professionnelle
De 1980 à 1984, il travaille comme médecin-assistant dans différentes cliniques.
Il est ensuite successivement chef de clinique adjoint (1984-1985) puis chef de clinique (1985-1987) à la Clinique psychiatrique universitaire de Cery, à Prilly ; chef de clinique au Centre de gériatrie à Genève (1987-1988) ; médecin-directeur adjoint à la Clinique La Métairie à Nyon (1988-1990) ; puis médecin associé au Département universitaire de psychiatrie adulte du Service hospitalier à Prilly (1991-1993).
En 1993, il est nommé médecin-chef du Centre médico-psychologique du canton du Jura. En 2000, il crée l'unité hospitalière médico-psychologique à l'hôpital de Delémont.
En 2004, il ouvre son propre cabinet à Delémont.

## Parcours politique
Alors qu'il étudie la médecine aux universités de Fribourg et Genève, il fonde le groupe Lutte du Peuple, de tendance « national-communiste ». Le groupe édite un bulletin, L'Insurgé. En 1975, Lutte du Peuple fusionne avec le groupe national-révolutionnaire Nouvel Ordre Social. Dominique Baettig est responsable du groupe de Lausanne et, plus tard, de sa publication Avant-Garde entre 1977 et 1981.
Il adhère à l'Union démocratique du centre (UDC) en 2002. Il est membre du comité jurassien de l'UDC depuis 2007.
Il est conseiller de ville (législatif) à Delémont à partir de 2005, puis député suppléant au Parlement du canton du Jura à partir de 2006. Il y est membre de la commission de gestion et de vérification des comptes. Il démissionne du parlement cantonal en novembre 2007 à la suite de son élection surprise au Conseil national, qu'il doit à un apparentement des listes PRD et UDC. Il siège à la Commission de la sécurité sociale et de la santé publique (CSSS). En août 2011, il est observateur international lors des élections présidentielles de la république sécessionniste d'Abkhazie. Privé d'alliance avec le Parti libéral-radical, il n'est pas réélu en octobre 2011.

### Positionnement politique
De manière générale, il défend une neutralité suisse intégrale et un monde multipolaire. Il s'oppose au mondialisme, prônant un retour à la vie et à l’économie locales ainsi qu'aux liens de proximité. Il est présenté par le quotidien Le Matin comme proche idéologiquement de la mouvance identitaire. Il participe ainsi plusieurs fois à des événements organisés par le Bloc Identitaire français, comme à Orange en 2009 ou à Lyon en 2011.
Il s'oppose à l'Union européenne, dont il critique l'« ultralibéralisme », l'absence de démocratie participative, l'alignement sur les grandes entreprises et l'alliance stratégique avec les États-Unis.
Il est un soutien inconditionnel de la cause palestinienne et a toujours affiché son appui aux habitants de la bande de Gaza[source insuffisante].

### Polémiques
Le 18 mars 2010, il dépose une motion pour « proposer un cadre constitutionnel et légal permettant d'intégrer, en tant que nouveau canton suisse, des régions limitrophes dont une majorité de la population en ferait la demande ».
Il dénonce en 2011 le sommet du Groupe Bilderberg à Saint Moritz,, déclarant que la conférence viole les principes de la souveraineté suisse.
Il dénonce au Parlement le « scandale » des vaccins contre le virus H1N1,, et les « tricheries démocratiques » facilitées par l'emploi du vote électronique lors des résultats serrés d'une votation sur les passeports biométriques.
En février 2011, il s'oppose à la visite de George W. Bush en Suisse, faisant pression sur le bureau du procureur fédéral pour le faire arrêter sur la base d'une accusation pour crimes de guerre.
En décembre 2013, il qualifie l'homosexualité de perverse et d'immature.